# Rafał Woś
Rafał Wiktor Woś (ur. 1982 w Myszkowie) – polski dziennikarz i publicysta ekonomiczny.

## Życiorys
Absolwent stosunków międzynarodowych na Uniwersytecie Warszawskim (2006). Studiował także na Uniwersytecie Hamburskim. 
Przed połączeniem „Dziennika” (Axel Springer Polska) oraz „Gazety Prawnej” (Infor PL) pracował w dziale zagranicznym „Dziennika”, a wcześniej w „Przekroju”. W latach 2009–2015 był publicystą ekonomicznym „Dziennika Gazety Prawnej”, od 2015 do 2018 tygodnika „Polityka”, a w latach 2018–2021 „Tygodnika Powszechnego”. W roku akademickim 2011/12 był stypendystą „Europäische Journalisten Fellowship” na Wolnym Uniwersytecie Berlińskim. Związany z Polską Fundacją im. Roberta Schumana. Od grudnia 2017 jest felietonistą portalu Gazeta.pl. Publikował m.in. w „Gazecie Wyborczej” oraz polskim wydaniu „Bloomberg Businessweek”. Był felietonistą tygodnika „Kultura Liberalna”. Od 2015 do 2017 był także felietonistą Wirtualnej Polski. W mediach niemieckich jego teksty publikowały m.in. „Die Zeit”, „Die Tageszeitung”, „Berliner Republik” oraz stern.de.
Wraz ze Sławomirem Jastrzębowskim prowadzi program komentatorski Lewy z bicepsem. Początkowo był publikowany na kanale YouTube Salonu24, a od października 2024 nadawany jest na antenie Telewizji Republika.

## Nagrody i wyróżnienia
Laureat Polsko-Niemieckiej Nagrody Dziennikarskiej (2011, w kategorii prasa). Nagrodzony przez Stowarzyszenie Dziennikarzy Polskich (Nagroda im. Kazimierza Dziewanowskiego 2013 – wyróżnienie). Nominowany do szeregu nagród, m.in.: Grand Press w kategorii publicystyka (2012), Nagrody im. Barbary Łopieńskiej (2014, wywiad prasowy), XVIII edycji Nagrody im. Eugeniusza Kwiatkowskiego, Nagrody NBP im. Władysława Grabskiego oraz do Studenckiej Nagrody Dziennikarskiej MediaTory w kategorii „NawigaTOR”. W listopadzie 2014 otrzymał nominację do nagrody Grand Press Economy. 21 kwietnia 2015 został laureatem Nagrody im. Dariusza Fikusa. W 2015 otrzymał Grand Press Economy. W 2017 roku Stowarzyszenie Dziennikarzy Rzeczypospolitej Polskiej uhonorowało go „Zielonym Prusem” – Nagrodą im. Bolesława Prusa przyznawaną młodym dziennikarzom do 35 roku życia.

## Publikacje książkowe
- Dziecięca choroba liberalizmu (2014), ISBN 978-83-64437-24-3
- To nie jest kraj dla pracowników (2017) ISBN 978-83-280-3627-7,
- Lewicę racz nam zwrócić, Panie! (2019) ISBN 978-83-8110-729-7,
- Zimna trzydziestoletnia. Nieautoryzowana biografia polskiego kapitalizmu (2019) ISBN 978-83-277-1740-5,
- Dług jest dobry (2024) ISBN 978-83-67713-14-6.